# Жак Кассіні
Жак Кассіні (фр. Jacques Cassini; 18 лютого 1677 — 15 квітня 1756) — французький астроном і геодезист, син Джованні Доменіко Кассіні.

## Біографія
Народився 18 лютого 1677 року в Парижі. 1691 року закінчив колеж Мазаріні й відтоді працював у Паризькій обсерваторії, яку очолював після смерті батька (1712). З 1699 року член Паризької Академії наук.
Праці Кассіні присвячені визначенню форми Землі, вивченню планет, їхніх супутників та комет. Кассіні допомагав батькові в астрономічних спостереженнях і геодезичних вимірах. У 1695 супроводжував його в поїздці по Італії, потім відвідав Фландрію, Нідерланди, Англію, де виконав велику кількість астрономічних і геодезичних вимірювань. У 1700—1701 брав участь у вимірюванні південної дуги Паризького меридіана; в 1718 завершив вимірювання північної частини цього меридіана, довівши його до Дюнкерка. У суперечці про форму Землі займав хибну позицію: в своїй праці «Про розмір і форму Землі» (1720) стверджував, що вона є не стислим, а витягнутим вздовж осі обертання сфероїдом.
Кассіні запропонував метод визначення географічної довготи зі спостережень покриття зірок і планет Місяцем. Вивчав орбіти супутників планет, будову кілець Сатурна. Склав перші таблиці орбітального руху супутників Сатурна. Виконав багато спостережень комет, відкрив дві нові комети (2 вересня 1698 та 18 березня 1706). Вивчав морські припливи. Після відкриття Галлеєм власних рухів зірок перший почав їхнє вимірювання.
Серед праць Кассіні — «Елементи астрономії» (1740) та «Астрономічні таблиці Сонця, Місяця, планет, нерухомих зірок і супутників Юпітера і Сатурна» (1740). Був переконаним картезіанцем, заперечував теорію всесвітнього тяжіння, волів факти спостережень тлумачити за допомогою теорії вихорів.
Кассіні був членом Лондонського королівського товариства (1698). Помер Кассіні в Тюрі (поблизу міста Клермон) 15 квітня 1756. Його ім'я занесено на карту Місяця. Також на його честь названо астероїд 24102 Жаккассіні.